# Iglesia de Santa María la Mayor de la Asunción (Brozas)
La  iglesia parroquial de Santa María la Mayor de la Asunción es un templo católico situado en la localidad española de Brozas, perteneciente a la provincia de Cáceres, en la comunidad autónoma de Extremadura.
Es una de las más destacadas obras religiosas no catedralicias de Extremadura del siglo XVI y del XVII, sobresaliendo incluso entre el conjunto de las fábricas parroquiales de España.

## Historia y características

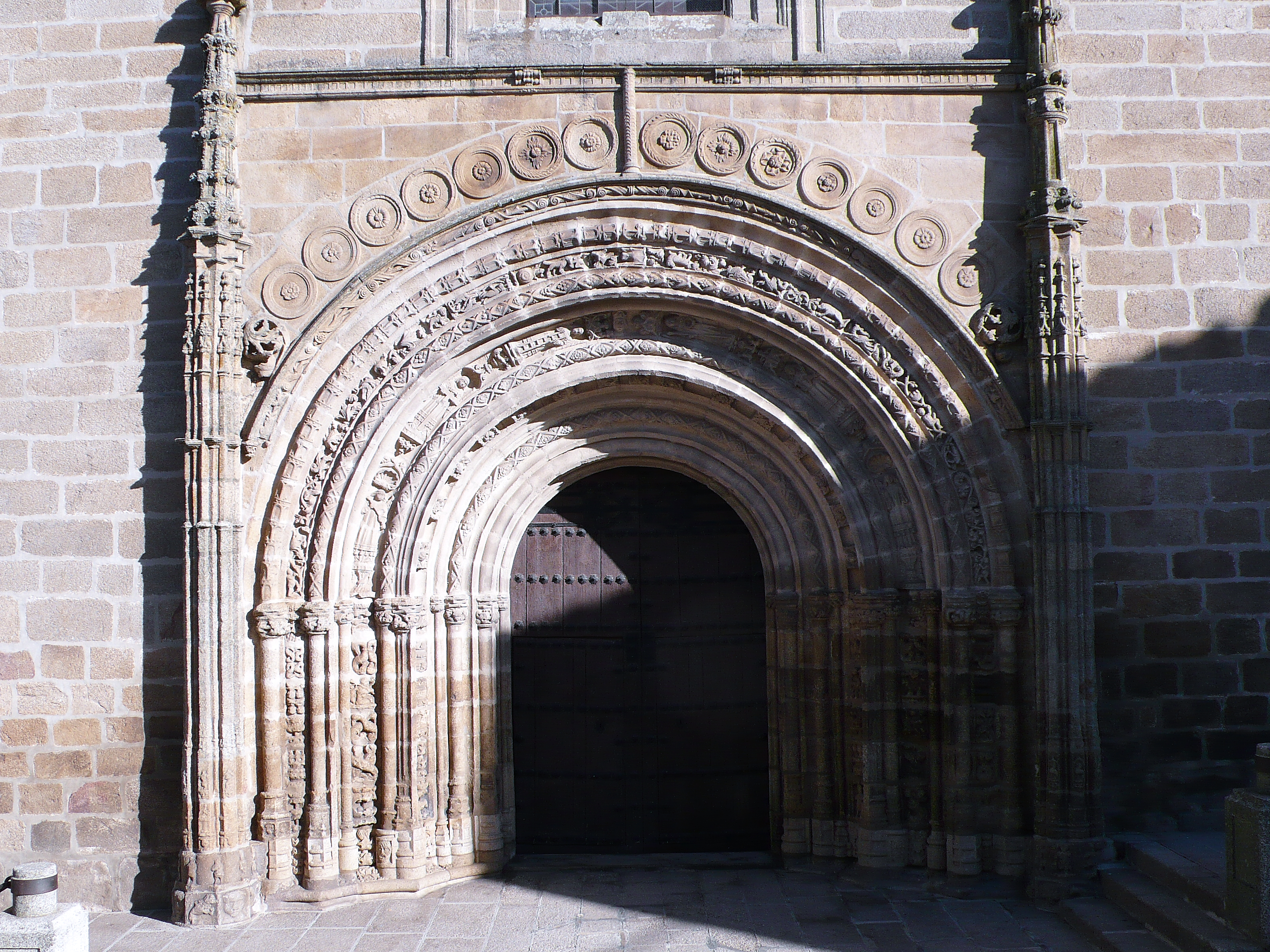
Portada de la iglesia

La iglesia en su forma actual comenzó a construirse sobre un templo primitivo de la localidad a finales del siglo XV.
Pedro de Ybarra asumió la continuación del proyecto en 1553 y procedió a completar la fachada oeste, finalizada hacia 1567. Juan Bravo sucedió a Ybarra tras su muerte en 1570. Durante una parte del siglo XVII la obra permaneció paralizada; en cualquier caso esta centuria supuso un escaso avance de la obra de construcción de la iglesia . El grueso de lo que quedaba por completar se consiguió bajo la dirección de obra de Manuel de Lara Churriguera entre 1723 y 1726.
La iglesia, que se concibió originalmente en estilo gótico-renacentista, presenta una planta rectangular de salón con 3 naves. Su retablo mayor está constituido por una imagen de la virgen del Socorro con sus dos manos ocupadas asiendo al Niño y a un dardo.  La iglesia cuenta con varias capillas adosadas.
Fue declarada bien de interés cultural con la categoría de monumento por Real Decreto de 11 de noviembre de 1988.

### Orígenes
Se ha señalado la existencia de una basílica ya, en época visigoda, pues la iglesia actual conserva en su interior dos capiteles de ese período, si bien también es posible que estas piezas hubieran sido trasladadas a Santa María, procedentes de una basílica altomedieval, ubicada en los alrededores y, en la actualidad, desaparecida. Es lógico suponer que, siendo de dominio cristiano desde 1213, Brozas contara con un templo parroquial en el siglo XIII. Lo cierto es que, en una concordia celebrada, en 1244, entre el obispo de Coria y la Orden de Alcántara, se cita ya la iglesia de Brozas. Sin embargo, se desconocen las características de la iglesia primitiva.

### Proceso de construcción
Los primeros documentos que nos permiten conocer la configuración de la iglesia actual, los recoge Escobar Prieto: “En 1513 Alonso Sánchez y Alonso Bocanegra, maestros de Trujillo, reciben 70.000 maravedíes por los retablos de altar construidos uno para la parroquia de Santa María y otro para la ermita de Nuestra Señora de la Luz”. De este retablo y otros aparecen datos, en 1532, en un cuaderno de visitas pastorales, consultado por Escobar, en el que se indica que la iglesia de Santa María tenía cuatro altares, “el mayor con la imagen de Nuestra Señora de bulto en su retablo, bueno de pincel y talla y mucha imaginería, y encima un crucifijo”.
Parece que ya durante la primera mitad del siglo XVI, se decidieran a construir una gran iglesia de acuerdo con las necesidades poblacionales y con la pujanza que en este siglo alcanza la villa. Se planearía entonces un edificio de tres naves de considerables dimensiones que comienza a construirse por los pies y por la caja exterior, por los muros, incluyendo progresivamente el templo gótico, más reducido. De este modo es posible explicar que los muros, con las pilastras adosadas, sean de tradición gótica. También se considera que algunas capillas laterales, como la del evangelio, sean también del siglo XVI.
Según Escobar Prieto, sus artífices serían los maestros Juan de Villante y Francisco Hernández, que debieron actuar en la diócesis durante la primera mitad de la centuria quinientista. Ya desde la década de los 40 del siglo XVI, debió tomar la dirección de la obra Pedro de Ybarra, Maestro Mayor de la Orden de Alcántara a quien se le adjudica el trazado general del edificio. Su paso por Santa María la Mayor de la Asunción de Brozas se evidencia en la presencia de su firma de “cruces y arquillos”. Ybarra dirigirá los trabajos de la iglesia de Brozas hasta su muerte o, al menos hasta 1567, fecha que aparece a los pies del templo. Tras su desaparición, se nombra maestro de Santa María a Juan Bravo, quien se hace cargo por su gran capacitación profesional y al hecho de ser natural y vecino de Brozas. Éste se mantendrá al frente de las obras hasta los años finales de siglo.
A esta misma época corresponderán las fachadas. En primer lugar, la del hastial de los pies, que presenta estilo renacentista con ciertos resabios gotizantes. Algo posterior es la fachada del evangelio, de más depurada sencillez renacentista. La del lado de la epístola parece más tardía, ya completamente desornamentada. Los investigadores discrepan sobre la terminación general del templo. Unos piensan que finalizarían prácticamente durante el siglo XVI, mientras que otros creen que sería ya en el siglo XVII o comienzos del siglo XVIII, teoría que encuentra su apoyo en la fecha de 1629 que aparece en una de las claves de la bóveda del sotocoro.

## Estructura
Sea cual fuere la cronología de su construcción, sorprende el sentido unitario de su magnificencia, de sus dimensiones, de su espacio y aún de su sentido estilístico, con elementos góticos, renacentistas y sobriedad clasicista barroca. Se cree que la iglesia estaba pensada como un gran templo renacentista, siguiendo el modelo de gran iglesia de salón. No obstante, el templo tiende a la diafanidad espacial y a una concepción unitaria según el modelo alemán.
El edificio es amplio, tiene tres naves de cuatro tramos cada una, concebido con una extensión interior aproximada de 20 metros de ancho por 30 metros de largo. La nave central se prolonga 10 metros más por el presbiterio, que tiene un tramo recto y al fondo semicircular.
El inmueble está cubierto con bóvedas de crucería estrellada con terceletes y combados. Se trata de diseños ya renacentistas o posteriores. No conocemos cómo se cubre el cuarto de esfera absidal pues se encuentra oculto tras el retablo barroco aunque bien pudiera ser un cuarto de esfera avenerado o quizás encasetonado, en la línea de otras soluciones extremeñas similares, Estorninos, Logrosán, etc.
La fachada del hastial de los pies es la más interesante. En ella se unen las dos primeras etapas constructivas. En la parte inferior, la portada de medio punto, abocinada y con arquivoltas, está flanqueada por sendos pináculos góticos. Aunque ya parece de comienzos del siglo XVI, los resabios góticos son manifiestos. De las arquivoltas hay una decorada con motivos vegetales, entre los que se representan
animales, jabalíes, monstruos, hombres, leones, bellotas, etc. En otra arquivolta se suceden una serie de ángeles portadores de instrumentos de la pasión, sobre peanas y bajo doseles. Sobre la arquivolta exterior, una serie de discos con florones centrales completan la decoración.
La parte superior de la fachada es ya más renacentista. En ella se abre un amplio ventanal de medio punto, a manera de arco
triunfal, con pilastras y entablamento superior, adornando las enjutas con bustos de San Pedro y San Pablo. Encima hay una hornacina con una imagen de la virgen y otras representaciones. A los lados hay una fecha inscrita: AÑO DE 1567. La fachada está remata por un frontón a dos aguas dentro del cual se abren tres óculos.
La portada lateral del evangelio tiene la puerta muy sencilla, con sobrias arquivoltas de molduración gótica y de medio punto. Encima de ella se ubica una sencilla hornacina donde se cobija una imagen de alabastro de la Virgen de la Hoja. La más sobria de las portadas es la del lado de la epístola, que pudo ser iniciada en el siglo XVI pero cuya terminación parece muy posterior, quizás del siglo XVII.
Otro aspecto interesante de la arquitectura exterior del templo es el transparente abierto en el ábside. Su condición y sus formas son barrocas, ya del siglo XVIII, como denotan las molduras animadas así como los remates.
Del interior de la iglesia destaca la bóveda de crucería sobre pilares compuestos.
Alrededor de la iglesia hay varias capillas fúnebres construidas por los nobles, entre el siglo XVI y el siglo XVIII. Las naves laterales rematan en varios recintos, una sacristía del siglo XVII y la capilla funeraria de los Flores, que está cubierta con
bóveda de ladrillo sobre pechinas. En esta capilla se encuentra el sepulcro de Gonzalo Gutiérrez Flores, caballero de la Orden de Alcántara.
Pertenece a la diócesis de Coria-Cáceres.

## Elementos decorativos
De gran interés es el retablo mayor, que está realizado en madera y ha quedado sin policromar, fue realizado por Bartolomé de Jerez en el segundo tercio del siglo XVIII. Se trata de una máquina de orden gigante, con alto basamento, un solo cuerpo de grandes columnas, con el fuste cubierto de ornamentación vegetal y un remate de cuarto de esfera cubriendo todo el ábside.
Ocupa el camarín del retablo mayor una imagen de la virgen del Socorro, obra del escultor Luis Salvador Carmona datada en 1750. Esta imagen procede del convento de San Pedro de las Comendadoras de Alcántara y llegó a esta iglesia en 1835 tras la desamortización de Mendizábal. Permaneció en un lateral de la iglesia hasta que, tras un incendio a mediados de los años 40 del siglo XX, la imagen de la Asunción de María que ocupaba el camarín, se vio afectada por ese hecho violento y fue sustituida por la virgen del Socorro en 1948. Esta imagen fue encargada por Tiburcio Aguirre Salcedo, caballero de la Orden de Alcántara y miembro del Consejo de las Órdenes, que había sido nombrado patrono protector de convento de San Pedro. Tiburcio Aguirre, que también era miembro de la Real Academia de Bellas Artes de San Fernando, tenía una relación de amistad con Luis Salvador Carmona, lo cual facilitó el encargo.
En los laterales San Benito y San Bernardo y, en el remate, entre varias alegorías, la Trinidad.
En la sacristía están recogidas distintas piezas artísticas de entre las que sobresalen una cruz de alabastro. También se custodian una imagen de San Pedro Papa, sedente, de madera, del siglo XVI y una interesante escultura de San Francisco, de madera, con una capa corta.
Otras obras sobresalientes son la talla policromada de San Antonio de Padua, de mediados del siglo XVIII, situada bajo el coro; y el magnífico órgano del siglo XVIII, en el coro alto.